# Pánczél Éva
Pánczél Éva (Budapest, 1961. május 14.) magyar opera-énekesnő (mezzoszoprán).

## Életpályája
Középiskolai tanulmányait Egerben végezte, itt kezdett hozzá az énektanuláshoz is Böröndi Ida tanítványaként. Ezt követően a budapesti Zeneakadémián tanult tovább Fábry Edith osztályában. 1985-ben diplomázott ének és opera szakon. Rögtön ezután a Magyar Állami Operaház szerződtette. Kezdetben koloratúrszerepeket énekelt, majd Takács Paula tanítványaként tovább fejlődött és az operairodalom nagy mezzoszoprán szerepeit énekelte. Vendégszerepelt már Európa több országában, fellépett az Athéni Fesztiválon is. Hazai és külföldi operaénekesi pályafutása mellett számos lemez-, rádió- és televíziós felvételt készített; illetve repertoárján szerepelnek Bach, Mozart, Verdi, Rossini oratóriumai, valamint Schubert, Brahms, Ravel, Strauss dalai.

## Főbb szerepei
- Bizet: Carmen - Carmen
- Donizetti: Boleyn Anna - Jane Seymour
- Erkel: Bánk bán - Gertrudis
- Muszorgszkij: Borisz Godunov - Marina
- Ponchielli: Gioconda - Laura
- Purcell: Dido és Aeneas  - Dido
- Rossini: A sevillai borbély - Rosina
- Rossini: Hamupipőke - Hamupipőke
- Verdi: Aida - Amneris
- Verdi: A végzet hatalma - Preziosilla
- Wagner: A walkür - Fricka

## Díjai
- 1990 - Juventus-díj (a Magyar Állami Opera díja fiatal művészeknek)
- 2008 - a Magyar Köztársasági Érdemrend lovagkeresztje
- 2010 - Székely Mihály-emlékplakett[1]